# 釜島
釜島（かましま）は岡山県倉敷市下津井に属する無人島である。水島諸島（児島諸島）に属する。かつては有人島であったが、無人島化している。

## 概要
鷲羽山南側の久須美の鼻の南方約1km沖にある三角形の無人島。面積0.40km2、周囲約3.2km。最高標高は43m。島内からは、縄文土器及び弥生土器に加えて、古墳群が発見されており、古くより人が居住していたと考えられる。
平安時代中期、釜島には天慶の乱にて藤原純友が都落ちしてきた。藤原純友は釜島に城を構え、天慶2年（939年）2月に官軍大将の藤原倫実の船隊を打ち破ったという記録が『前太平記』にある。島内にはこの際の城跡や塩釜神社の跡が残っている。江戸時代中の1646年（正保3年）より、岡山藩に所属することとなった。同時代の書物『吉備温故秘録』には、田畑1町8反、家数1軒、男女8人との記録がある。その後も人口の少ない有人島であったが、1906年（明治39年）には、筆海小学校の分教場が設置される。第二次世界大戦後に多くの入植者がおり、1955年（昭和30年）に児島市立下津井中学校の分校が設置された。1959年（昭和34年）当時の小学校の児童数は14名、へき地等級3級であった。小学校の分校は、浜から200m程度の位置にあった。昭和30年代末頃には、夏季の海水浴客を中心に年間で1万人近い来島者がいたという。しかし、その後急速に住人の流出が進み、1970年（昭和45年）に中学校の分校が休校、1972年（昭和47年）に小学校の分校も休校となった。そして1980年（昭和55年）の国勢調査時点で無人島化している。1986年（昭和61年）より、夏季のみ期間営業の民宿と茶屋が開かれたが、そちらも後に閉鎖され、現在に至るまで無人のままである。また休校となっていた小中学校も、1979年（昭和54年）に小学校の分校が正式に廃校となり、それから10年後の1989年（平成元年）には、中学校の分校も正式に廃校となった。現在は、下電ホテルが島を管理をしている。
『日本廃村百選 - ムラはどうなったのか』の著者・浅原昭生は、2008年（平成20年）と2009年（平成21年）に来島し、島内に残る塩釜神社、民宿跡、分校跡を訪れている。
福田晴一が監督した『二等兵物語 死んだら神様の巻』（1958年（昭和33年）公開）のロケ地でもあった。
島内には海水浴場があるものの、設備は無いため必要な機材は全て持ち込みとなる。

## 交通
島へ渡るためにはチャーター便を利用する必要がある。